# Cornier
Cornier é uma comuna francesa na região administrativa de Auvérnia-Ródano-Alpes, no departamento da Alta Saboia. Estende-se por uma área de 6.78 km². Em 2010 a comuna tinha 1 347 habitantes (densidade: 198,7 hab./km²).